# Iwaniwka (rejon berysławski)
Iwaniwka (ukr. Іванівка) – wieś na Ukrainie, w obwodzie chersońskim, w rejonie berysławskim. W 2001 liczyła 831 mieszkańców.